# Al-Chansa

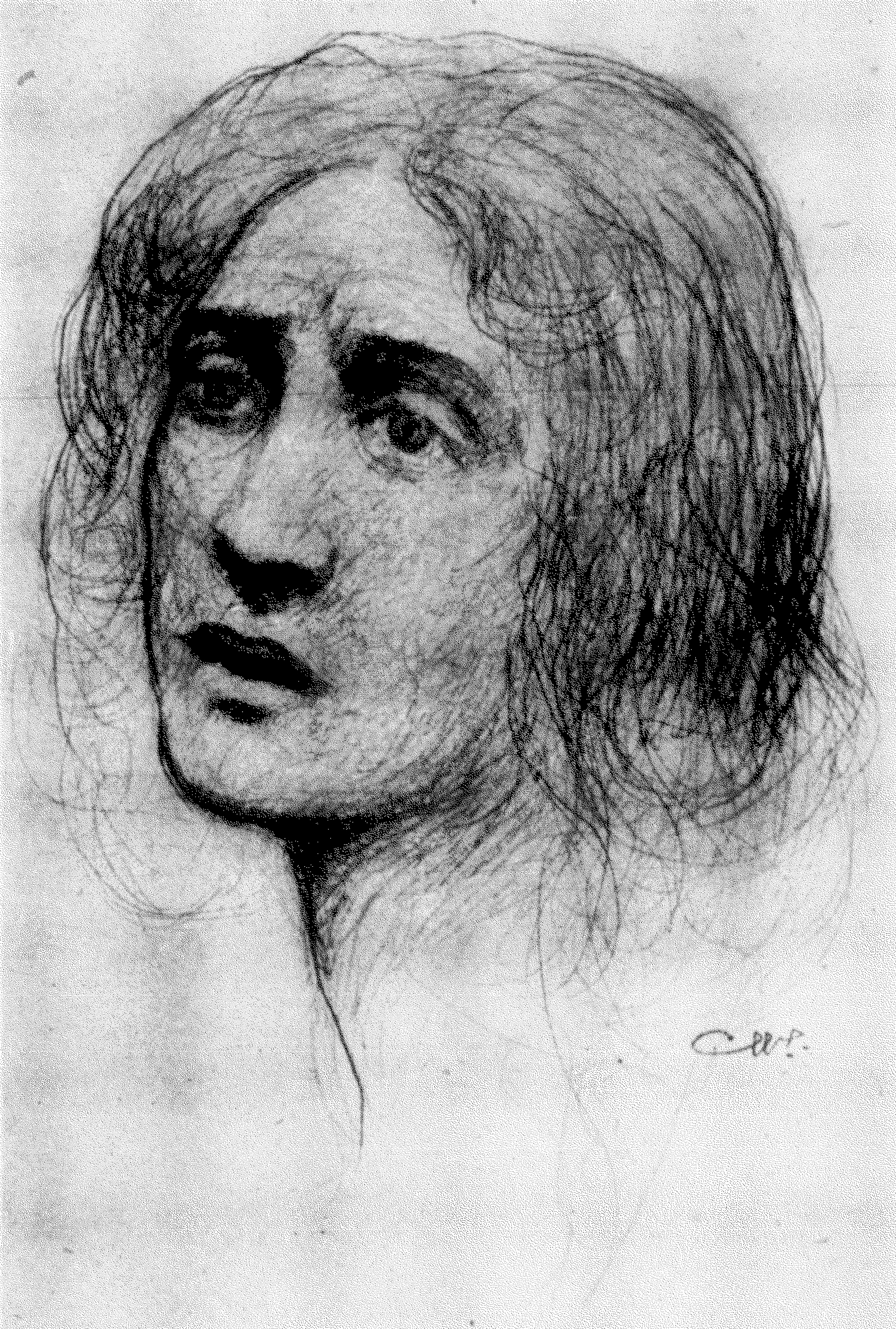
Al-Chansa, rysunek Dżubrana Chalila Dżubrana

Al-Chansa, arab. الخنساء, Al-Khansāʾ, w pełnym brzmieniu Tumadir bint Amr ibn al-Hars ibn asz-Szarid as-Sulamijja, تماضر بنت عمرو بن الحرث بن الشريد السلمية (ur. ok. 575, zm. VII w.) – arabska poetka okresu przedislamskiego, uważana za najwybitniejszą poetkę w historii literatury arabskiej.

## Życiorys i twórczość
Tumadir, znana szerzej pod przydomkiem Al-Chansa, żyła na przełomie VI i VII w. Pochodziła z plemienia Banu Sulajm. Fakty z jej życia nie są pewne i opierają się na tradycji i legendarnych przekazach.
Tradycja arabska przypisuje jej wyjątkową urodę, co być może odzwierciedla jej przydomek, możliwy do przetłumaczenia jako „krótkonosa”, ale także „gazela”. Z tego powodu pragnął się z nią ożenić Durajd ibn as-Simma, znacznie od niej starszy słynny wojownik z plemienia Hawazim (również poeta). Dziewczyna, od młodości zajmująca się poezją i odnosząca sukcesy na konkursach poetyckich w Ukazie, odrzuciła jednak propozycję małżeństwa, a jej ojciec uszanował ten wybór. Następnie zaaranżował małżeństwo córki z Amrem ibn Abd al-Uzzą, również członkiem plemienia Banu Sulajm. Związek ten nie okazał się udany; mąż dwukrotnie doprowadzał rodzinę do ruiny, przez co Tumadir musiała prosić o środki do życia swojego brata Sachra. Małżeństwo to trwało krótko, nie wiadomo jednak, czy zakończyło się śmiercią Amra ibn Abd al-Uzzy, czy też rozwodem. Tumadir wyszła wówczas po raz drugi za mąż za Mirdasa, z którym miała czterech synów i córkę. Drugie małżeństwo poetki zakończyło się śmiercią męża. Gdy zginął, Al-Chansa stworzyła na jego cześć elegię.
W historii literatury arabskiej zapisała się jako autorka elegii (risa lub marsijja), jakie stworzyła po śmierci braci, Mu’awii i Sachra (zabitego trzy lata później), w walkach międzyplemiennych. Al-Chansa ułożyła 84 elegie na cześć Sachra i dwanaście poświęconych Mu’awii. Wiersze te stworzyła na przestrzeni około piętnastu lat. Najprawdopodobniej żyła wówczas w całkowitej nędzy, gdyż po śmierci Sachra nie miała żadnego dorosłego męskiego krewnego, który mógłby zapewniać jej utrzymanie.
Utwory Al-Chansy poświęcone braciom uważane są za najdoskonalszą realizację gatunku arabskiej elegii (risa lub marsijja). Poetka ukazała w nich obraz idealnego wojownika beduińskiego: łagodnego i dobrego w kontaktach z braćmi, wspaniałomyślnego i dobrze wychowanego, gościnnego i hojnie obdarowującego podróżnych oraz potrzebujących, znakomicie przemawiającego, walecznego i gwałtownego podczas konfliktów. Wiersze podkreślają, że zasłużeni zmarli zapisują się w pamięci ludzkiej, opiewani w poezji. Elegie Al-Chansy zawierają również obszerne opisy tła, na którym przedstawiane są postacie jej braci. Chociaż utwory zostały skonstruowane w oparciu o obowiązujące konwencje i wzorce gatunkowe, wyraźnie widoczne jest w nich szczere uczucie rozpaczy, jaką poetka przeżywała po śmierci Sachra i Mu’awii.
Al-Chansa dożyła okresu rozprzestrzeniania się islamu. Według tradycji około r. 629 spotkała się z Mahometem i przyjęła islam. Wyraźne odniesienia do wiary są jednak obecne tylko w trzech wierszach, jakie następnie ułożyła; słownictwo i świat przedstawiony w jej utworach pozostały analogiczne, jak w dziełach z okresu, gdy nie była muzułmanką, stąd zalicza się ją do ostatniego pokolenia wybitnych twórców arabskiej poezji okresu przedislamskiego (dżahilijji).
Do Al-Chansy porównywana była XX-wieczna poetka palestyńska Fadwa Tukan, która podobnie jak słynna twórczyni poświęciła szereg utworów ukochanemu zmarłemu bratu, Ibrahimowi.